# Хвасон-5
Хвасон-5 (кор. 화성 5호, Hwaseong daseot ho, Hwasŏng dasŏt ho, Хвасон дасет хо)  — північнокорейська одноступенева рідинна оперативно-тактична балістична ракета, розроблена на базі радянської ракети 8К14 (Р-17, Р-300).

## Історія
У 1980 році КНДР отримала від Єгипту радянський оперативно-тактичний ракетний комплекс 9К72 з рідинною ракетою 8К14.
До 1984 року було завершено копіювання ракети 8К14 і в квітні проведено її перші льотні випробування, цей прототип отримав умовне позначення «Хвасон-5». Спочатку «Хвасон-5» була практично точною копією радянського прототипу, але пізніше КНДР вдалося модернізувати ракету, збільшивши дальність її польоту.

## Тактико-технічні характеристики
- Максимальна дальність: 320-340 км
- Маса бойової частини: 1000 кг
- Стартова маса: 5860 кг
- Довжина: 11,2 м
- Діаметр: 0,884 м
- Кількість ступенів: 1

## Див.також
- 9К72 «Ельбрус»
- Hwasong-6